# Gräberfeld Kundl
Das Gräberfeld Kundl ist der Fundort eines eisenzeitlichen Gräberfeldes und eines vorchristlichen Werkstattgeländes in der „Schottergrube Wimpissinger“ bei Kundl in Tirol, der von der älteren Hallstattzeit bis in die frührömische Provinzialzeit zu datieren ist (2. Hälfte des 7. bis 1. Hälfte des 1. Jahrhunderts v. Chr.). Die verkehrsgünstige Lage im Inntal, einer Hauptachse zwischen dem Alpenvorland und Oberitalien begünstigte das Entstehen eines Handelsortes zwischen diesen Regionen.

## Gräberfeld
In einer Schottergrube bei Kundl wurden von 1970 bis 1973 bei Kiesförderungsarbeiten Grabstellen aus der Früh-, Mittel- und Spätlatènezeit (von 450 bis 15 v. Chr.) zerstört. Es konnten nur noch einige Metallobjekte und Keramikteile geborgen werden. Zwischen 1974 und 1976 wurden 166 Gräber aus der Hallstattzeit sowie ein Gräberbereich der Spätlatènezeit freigelegt. Während die Brandgräber Einzelbestattungen sind, ist das Latène-Grabfeld ein Areal mit regellos verstreuten Resten der Scheiterhaufen in Form von Holzkohlestücken, Leichenbrand und Beigaben. Dort war deshalb eine Zählung der Bestatteten nicht mehr möglich. Verstreute derartige Reste waren auch zwischen den Einzel-Grabstellen zu finden.
Die meisten Einzelgräber beinhalten Brandbestattungen, meist in Urnen, seltener Brandschüttungen, Teilbestattungen kamen oft vor. Die mit Steinüberdeckungen versehenen Gräber enthielten teilweise unzerstörte Grabbeigaben. Diese spärlichen Objekte sind in der Hallstattzeit neben der Urne mit Deckel ein Beigefäß, oft zerbrochen, Nadeln, Fibeln, Gürtelhaken und Messer. In der Frühlatènezeit kamen Schwerter, Lanzen, Helme, Hellebardenäxte und Schilde dazu. Kleidungsartefakte waren durch Fibeln und Glasringe vertreten, Alltagsgeräte durch Messer, Holz-, Stoff- und Lederbearbeitungswerkzeug (Nähnadeln, Ahlen), Haus- und Küchengeräte (Henkel, Beschläge, Wagenteile) sowie Abfallreste der Metallbearbeitung.
Die Beigaben der Hallstattzeit sind großteils lokale Produkte im inneralpinen Stil. Einflüsse von außen – von Südbayern bis Oberitalien und Slowenien – wurden angenommen und in einheimischer Tradition abgewandelt.
In der Latènezeit dominieren Einflüsse der Fritzens-Sanzeno-Kultur, aus Sanzeno (Trentino) wurden auch Eisengeräte aus der dortigen Produktion importiert. Im 1. Jahrhundert v. Chr. wurde der oberitalische Einfluss stärker, dessen Kontinuität durch Funde aus der frühen Kaiserzeit belegt wird.

## Werkstattgelände
In der näheren Nachbarschaft der Grabfunde wurde 1973 durch aufgelesene Objekte ein Werkstattareal entdeckt. Ab 1984 fanden Ausschnittsgrabungen statt, die ein latènezeitliches Werkstättenareal mit Bronzegießereien und Eisenverarbeitung sowie einer Kupfererzverhüttung freilegten. Schlackenreste, Werkstattabfälle aus Bronze und Eisen sowie Keramik belegen die Benutzung des Geländes. Die in den Gräbern gefundenen Glasarmringe im lokalen Stil lassen eine Glasproduktion zusätzlich annehmen. Die eingelagerten Kupfer- und Eisenerze stammen vermutlich aus den nahegelegenen Lagerstätten in Brixlegg. Es ist anzunehmen, dass die Produkte in der Region abgesetzt wurden – sogar bis Manching in Oberbayern dürften nach Stilvergleichen wenige Objekte, darunter eine sogenannte Mandolinen-Fibel, gekommen sein.
Eine erste Mure hatte nach archäologischen Befunden den Gräberbereich und das Produktionsgelände zum Teil verschüttet, eine spätere in provinzialrömischer Zeit war noch größer, deckte das Areal meterhoch zu und beendete damit die Benutzungsmöglichkeit des Platzes.